# Société Générale Aéronautique
La Société Générale Aéronautique, nota anche con la sua sigla SGA, fu un'azienda aeronautica francese, o più propriamente un consorzio tra più società preesistenti, creata dal governo francese in un programma di concentrazione e razionalizzazione dei costruttori aeronautici nazionali su richiesta del Ministère de l'Air, il ministero che all'epoca sovraintendeva l'aviazione francese.
Formalmente costituita l'11 febbraio 1930, integrava la Compagnie des Avions Hanriot, la Chantiers Aéro-Maritimes de la Seine (CAMS), la Société Anonyme Nieuport-Astra inclusa la sua controllata Société Aérienne Bordelaise, la Lorraine, e la Société d'Emboutissage et de Constructions Mécaniques-Amiot inclusa la sua controllata Société Latham.

### Pubblicazioni
- (FR) Revue de la Société Générale Aéronautique (PDF), Aprile 1930. URL consultato il 17 marzo 2015 (archiviato dall'url originale il 2 aprile 2015).